# Júlia Alves
Júlia Alves (Queimados, 24 de janeiro de 2001) é uma lutadora de jiu-jítsu brasileira.
Através de uma vaquinha de amigos e familiares, a atleta foi a Irvine, na Califórnia, onde participou do Campeonato Pan-Americano de Jiu-Jitsu e ganhou em segundo lugar.  No mesmo ano e também na Califórnia (Long Beach), participou do Campeonato Mundial de Jiu-Jitsu e ganhou o primeiro lugar do pódio. A atleta já subiu no pódio outras 11 vezes em competições nacionais. 

Em 2019, a atleta foi aos Emirados Árabes Unidos para lutar no Campeonato Mundial de Jiu-Jitsu de 2019, onde ganhou o primeiro lugar do pódio, se tornando a campeã mundial de UAEJJF.